# Ulrico III di Meclemburgo-Güstrow
Ulrico III di Meclemburgo-Güstrow (Schwerin, 5 marzo 1527 – Güstrow, 14 marzo 1603) fu duca di Meclemburgo-Güstrow dal 1555 al 1603.

## Biografia
Ulrico era il terzo figlio di Alberto VII di Meclemburgo-Güstrow e della moglie Anna di Brandeburgo.
All'età di 12 anni si trasferì presso la corte bavarese. Qui studiò teologia ad Ingolstadt. Alla morte del padre ritornò in Meclemburgo per succedergli. Governò per i primi anni insieme al fratello Giovanni Alberto. Nel 1550, alla morte del cugino Magnus III, venne designato come erede del Meclemburgo-Schwerin. Alla morte di Enrico V di Meclemburgo-Schwerin, nel 1552, reclamò l'eredità. Tale progetto fu però osteggiato dall'imperatore Carlo V. Si aprì una lotta per la successione che si concluse solo nel 1555 con un contratto, mediante il quale Ulrico ottenne il Meclemburgo-Güstrow, mentre Giovanni Alberto ebbe il Meclemburgo-Schwerin.

## Matrimonio e discendenza
Ulrico sposò Elisabetta di Danimarca, figlia di Federico I di Danimarca, dalla quale ebbe una sola figlia:
- Sofia (1557-1631), che sposò Federico II di Danimarca e fu antenata di Giacomo e Carlo I d'Inghilterra.

Dal secondo matrimonio con Anna di Pomerania (1554-1626), figlia del duca Filippo I, non nacquero figli.

## Ascendenza
|                                    |                           |                                | Genitori                          |  |  | Nonni |  |  | Bisnonni                          |  |  | Trisnonni                           |  |
|                                    |                           |                                |                                   |  |  |       |  |  | Enrico IV di Meclemburgo-Schwerin |  |  | Giovanni IV di Meclemburgo-Schwerin |  |
|                                    |                           |                                |                                   |  |  |       |  |  | Enrico IV di Meclemburgo-Schwerin |  |  | Giovanni IV di Meclemburgo-Schwerin |  |
|                                    |                           | Caterina di Sassonia-Lauenburg |                                   |  |  |       |  |  | Enrico IV di Meclemburgo-Schwerin |  |  |                                     |  |
| Magnus II di Meclemburgo-Schwerin  |                           |                                |                                   |  |  |       |  |  | Enrico IV di Meclemburgo-Schwerin |  |  |                                     |  |
|                                    |                           | Dorotea di Brandeburgo         | Federico I di Brandeburgo         |  |  |       |  |  |                                   |  |  |                                     |  |
|                                    |                           | Dorotea di Brandeburgo         | Federico I di Brandeburgo         |  |  |       |  |  |                                   |  |  |                                     |  |
|                                    |                           | Dorotea di Brandeburgo         | Elisabetta di Baviera-Landshut    |  |  |       |  |  |                                   |  |  |                                     |  |
| Alberto VII di Meclemburgo-Güstrow |                           | Dorotea di Brandeburgo         |                                   |  |  |       |  |  |                                   |  |  |                                     |  |
|                                    |                           | Eric II di Pomerania-Wolgast   | Vartislao IX di Pomerania-Wolgast |  |  |       |  |  |                                   |  |  |                                     |  |
|                                    |                           | Eric II di Pomerania-Wolgast   | Vartislao IX di Pomerania-Wolgast |  |  |       |  |  |                                   |  |  |                                     |  |
|                                    |                           | Eric II di Pomerania-Wolgast   | Sofia di Sassonia-Lauenburg       |  |  |       |  |  |                                   |  |  |                                     |  |
| Sofia di Pomerania-Wolgast         |                           | Eric II di Pomerania-Wolgast   |                                   |  |  |       |  |  |                                   |  |  |                                     |  |
|                                    |                           | Sofia di Pomerania-Stolp       | Boghislao IX di Pomerania-Stolp   |  |  |       |  |  |                                   |  |  |                                     |  |
|                                    |                           | Sofia di Pomerania-Stolp       | Boghislao IX di Pomerania-Stolp   |  |  |       |  |  |                                   |  |  |                                     |  |
|                                    |                           | Sofia di Pomerania-Stolp       | Maria di Masovia                  |  |  |       |  |  |                                   |  |  |                                     |  |
| Ulrico III di Meclemburgo-Güstrow  |                           | Sofia di Pomerania-Stolp       |                                   |  |  |       |  |  |                                   |  |  |                                     |  |
|                                    | Giovanni I di Brandeburgo | Alberto III di Brandeburgo     |                                   |  |  |       |  |  |                                   |  |  |                                     |  |
|                                    | Giovanni I di Brandeburgo | Alberto III di Brandeburgo     |                                   |  |  |       |  |  |                                   |  |  |                                     |  |
|                                    | Giovanni I di Brandeburgo | Margherita di Baden            |                                   |  |  |       |  |  |                                   |  |  |                                     |  |
| Gioacchino I di Brandeburgo        | Giovanni I di Brandeburgo |                                |                                   |  |  |       |  |  |                                   |  |  |                                     |  |
|                                    |                           | Margherita di Sassonia         | Guglielmo III di Sassonia         |  |  |       |  |  |                                   |  |  |                                     |  |
|                                    |                           | Margherita di Sassonia         | Guglielmo III di Sassonia         |  |  |       |  |  |                                   |  |  |                                     |  |
|                                    |                           | Margherita di Sassonia         | Anna d'Asburgo                    |  |  |       |  |  |                                   |  |  |                                     |  |
| Anna di Brandeburgo                |                           | Margherita di Sassonia         |                                   |  |  |       |  |  |                                   |  |  |                                     |  |
|                                    |                           | Giovanni di Danimarca          | Cristiano I di Danimarca          |  |  |       |  |  |                                   |  |  |                                     |  |
|                                    |                           | Giovanni di Danimarca          | Cristiano I di Danimarca          |  |  |       |  |  |                                   |  |  |                                     |  |
|                                    |                           | Giovanni di Danimarca          | Dorotea di Brandeburgo            |  |  |       |  |  |                                   |  |  |                                     |  |
| Elisabetta di Danimarca            |                           | Giovanni di Danimarca          |                                   |  |  |       |  |  |                                   |  |  |                                     |  |
|                                    |                           | Cristina di Sassonia           | Ernesto di Sassonia               |  |  |       |  |  |                                   |  |  |                                     |  |
|                                    |                           | Cristina di Sassonia           | Ernesto di Sassonia               |  |  |       |  |  |                                   |  |  |                                     |  |
|                                    |                           | Cristina di Sassonia           | Elisabetta di Baviera             |  |  |       |  |  |                                   |  |  |                                     |  |
|                                    |                           | Cristina di Sassonia           |                                   |  |  |       |  |  |                                   |  |  |                                     |  |